# Ovulechinus
Ovulechinus is een geslacht van uitgestorven zee-egels uit de familie Pygaulidae. Vertegenwoordigers van dit geslacht zijn slechts als fossiel bekend.